# 张国伟 (地质学家)
张国伟（1939年1月1日—），河南南阳人，中国前寒武纪地质学家。

## 生平
出生于河南南阳。1961年毕业于西北大学。1999年当选为中国科学院院士。西北大学造山带地质研究所所长、教授。